# 霧の中の白蓮
『霧の中の白蓮』（きりのなかのはくれん）は1931年に日本で制作されたサイレント映画。東亜キネマ製作。

## スタッフ
- 監督 : 福西譲治
- 脚本 : 水島四郎
- 原作 : 水島四郎
- 撮影 : 本田階一郎

## キャスト
- 原駒子
- 木下双葉
- 里見明